# Raženi kruh
Raženi kruh je vrsta kruha napravljena od brašna raži. Kruh može biti svijetle ili tamne boje, ovisno o tipu brašna koje se koriste i dodataka, te je obično tvrđi (zbijenije strukture) od kruha pravljenog od pšeničnog brašna. Ima više vlakana od bijelog kruha i često je tamnije boje i jačeg okusa. Raženi kruh ima značajne zdravstvene prednosti u usporedbi s bijelim kruhom.
Tamni raženi kruh se najviše koristio do srednjeg vijeka. Mnoge različite vrste raženog žita potječu iz različitih dijelova Europe poput Finske, Danske, baltičkih zemalja i Njemačke. U Austriji, Finskoj, Estoniji, Danskoj, Latviji, Litvi, Poljskoj, Bjelorusiji i Rusiji raženi je najpopularniji kruh. Oko 500. godine, Sasi i Danci su se naselili u Britaniji i donijeli raž, koja je bila dobro prilagođena hladnom sjevernom podneblju.
Raženi kruh je većinom napravljen s najmanje 90% brašna, čisti raženi kruh ne sadrži pšenično brašno. U Njemačkoj raženi kruh s nižim udjelom raži od 90% prozvan je crni kruh. Kruh je izrađena od brašna ili prekrupe, vode, kvasaca, soli, kiselog tijesta za kruh i začina kao što su kim, anis, komorač ili korijander.